# War Heritage Institute
Het War Heritage Institute (WHI) is een Belgische koepelorganisatie van enkele federale instellingen, musea en sites die werken rond oorlogsherinnering.

## Geschiedenis
Plannen voor de oprichting van een instelling die de herinnering aan alle oorlogen waar Belgen bij betrokken waren levendig moest houden werden in november 2016 door minister van Defensie Steven Vandeput (N-VA) bekendgemaakt. In april 2017 keurde de Belgische Kamer van volksvertegenwoordigers een wetsontwerp goed dat het War Heritage Institute oprichtte, een koepelorganisatie van vier onafhankelijke instellingen die voorheen onder toezicht van Defensie vielen. Van de vier instellingen die samen het WHI vormden was de Historische Pool van Defensie een. Enkele sites van deze laatste werden onder het beheer van het WHI geplaatst terwijl andere sites, zoals het Fort van Eben-Emael, door derden worden uitgebaat. Het WHI werd in mei 2017 officieel voorgesteld door minister Vandeput.
Het jaarbudget bedraagt 12 miljoen euro waarvan 1 miljoen door ticketverkoop. Men is zinnens de verschillende sites te renoveren aan de hand van een managementplan met een gemiddeld budget van 650 000 euro.

## Musea en sites
Het WHI is de overkoepelende instelling die volgende militaire musea en sites samenvoegt:
- Koninklijk Museum van het Leger en de Krijgsgeschiedenis in Brussel
- Nationaal Instituut voor Oorlogsinvaliden, Oud-strijders en Oorlogsslachtoffers (NIOOO)
- Nationaal Gedenkteken Fort van Breendonk in Willebroek
- Historische Pool van Defensie

De organisatie staat naast het beheer van het Koninklijk Legermuseum en van het Fort van Breendonk ook in voor het beheer van de Bastogne Barracks in Bastenaken, de Commandobunker van Kemmel in Heuvelland, de Dodengang in Diksmuide, Gunfire in Brasschaat, de Vliegbasis Bevekom en de tegen 2014 geplande Ieper-site. Vier van deze sites stonden voor de oprichting van het WHI onder het beheer van de Historische Pool van Defensie.

## Directie
- Directeur: Michel Jaupart
- Adjunct-directeur: Peter Carpreau